# 1920
Il 1920 (MCMXX in numeri romani) è un anno bisestile del XX secolo.

## Eventi
- A Napoli, dopo 35 anni, viene terminata la costruzione dell'edificio del Museo Nazionale, cominciata nel 1885.
- Lidia Poët, all'età di 65 anni, fu la prima donna ad entrare nell'Ordine degli Avvocati in Italia.
- 3 gennaio – USA: Babe Ruth viene ceduto dai Boston Red Sox ai New York Yankees
- 10 gennaio – Germania: con l'entrata in vigore del trattato di Versailles, la Germania è costretta a cedere Danzica e la zona di Memel.
- 17 gennaio – USA: negli USA entra in vigore il Proibizionismo
- 24 gennaio - A Parigi muore in ospedale, povero e misconosciuto, Amedeo Modigliani
- 2 febbraio – Estonia: con il trattato di Tartu la Russia riconosce l'indipendenza dell'Estonia
- 8 febbraio – Svizzera: viene bocciata con un referendum l'estensione del diritto di voto alle donne
- 26 febbraio - Germania: a Monaco di Baviera viene redatto il programma politico del Partito Nazista
- 1º marzo – India: Gandhi dà inizio alla campagna di resistenza passiva e non violenta, volta ad ottenere l'indipendenza del proprio Paese dalla Gran Bretagna.
- 6 aprile – Russia, Giappone: fondazione della Repubblica dell'Estremo Oriente
- 19 aprile – Italia: si apre la Conferenza di Sanremo
- 20 aprile – Belgio: ad Anversa, inizia la 7ª edizione dei Giochi Olimpici
- 2 maggio-5 maggio – Italia: nel contesto del Biennio rosso, hanno luogo le Giornate rosse di Viareggio
- 11 maggio – Italia: Iglesias: eccidio a protesta dei minatori
- 21 maggio – Messico: Con l'assassinio di Venustiano Carranza, termina ufficialmente la rivoluzione messicana.
- 25 giugno – Italia: ad Ancona scoppia la Rivolta dei Bersaglieri, evento culminante del Biennio Rosso
- 26 giugno – Ungheria: Trattato del Trianon: l'Ungheria è ridotta ai territori magiari
- 13 luglio – Italia: i fascisti italiani, al comando di Francesco Giunta, incendiano l'hotel Balkan a Trieste.
- 5 agosto – Corea: viene eretta la diocesi di Hamhung
- 10 agosto – Turchia: Trattato di Sèvres: la Turchia perde i territori non turchi.
- 18 agosto – USA: viene emanato il XIX emendamento della Costituzione americana che concede alle donne il diritto di voto.
- 31 agosto – Russia, Polonia: viene combattuta l'ultima grande battaglia di cavalleria della storia, tra sovietici e polacchi. L'Armata a Cavallo russa ha la meglio sulla cavalleria polacca, ma a prezzo di gravi perdite.
- 8 settembre – Jugoslavia: A Fiume Gabriele D'Annunzio proclama la Reggenza italiana del Carnaro.
- 16 settembre – USA: l'esplosione di una bomba a Wall Street (il quartiere degli affari di New York) causa la morte di 30 persone e il ferimento di altre 300. In tutti gli USA è enorme l'emozione destata dal gesto di un criminale rimasto ignoto (tuttavia le indagini portano al fermo di un anarchico italiano, un certo Mario Buda).
- 10 Ottobre – Carrara: la Carrarese partecipa al suo primo campionato
- 25 ottobre – Grecia: muore Alessandro I di Grecia, re di Grecia
- 12 novembre – Italia, Jugoslavia: Italia e Jugoslavia firmano il trattato di Rapallo
- 2 novembre
  - – USA: il repubblicano Warren G. Harding viene eletto ventinovesimo presidente degli Stati Uniti
  - – USA: viene inaugurata la prima stazione radio
- 15 novembre – Svizzera: viene tenuta a Ginevra la prima seduta dell'assemblea plenaria della Società delle Nazioni
- 21 novembre
  - – Italia: a Bologna ha luogo la strage squadrista di Palazzo d'Accursio
  - – Irlanda: Domenica di sangue a Dublino: durante una partita di football gaelico allo stadio di Croke Park i reparti inglesi dei Black and Tans per rappresaglia entrano in campo e sparano su tifosi e giocatori, causando 12 morti
- 25 novembre – Italia: a Forlì il neonato Cenacolo Artistico Forlivese inaugura la propria sede
- Dicembre – Regno Unito: l'aviazione britannica viene accusata di aver impiegato gas venefici in Mesopotamia (non ancora Iraq) contro i Curdi locali che si oppongono alla loro presenza. L'evento non è tuttavia dimostrato al di là di ogni possibile dubbio.
- 10 dicembre – Italia: Canneto Sabino (RI), durante uno sciopero per la ridiscussione dei patti colonici e l'aumento della paga giornaliera i Reali carabinieri si dice aizzati dagli agrari sparano e uccidono 11 braccianti, tra cui 2 donne
- 16 dicembre – Cina: violento sisma di magnitudo Richter 8,5 nella provincia di Ningxia (Cina), 235.000 le vittime stimate.
- 19 dicembre – Grecia: Costantino I di Grecia ritorna sul trono di Grecia dopo la morte del precedente sovrano, il figlio Alessandro I di Grecia.

## Nati
Ci sono circa 2 290 voci su persone nate nel 1920; vedi la pagina Nati nel 1920 per un elenco descrittivo o la categoria Nati nel 1920 per un indice alfabetico.

## Morti
Ci sono circa 540 voci su persone morte nel 1920; vedi la pagina Morti nel 1920 per un elenco descrittivo o la categoria Morti nel 1920 per un indice alfabetico.

## Calendario
| Calendario 1920 | Calendario 1920 | Calendario 1920 | Calendario 1920 | Calendario 1920 | Calendario 1920 | Calendario 1920 | Calendario 1920 | Calendario 1920 | Calendario 1920 | Calendario 1920 | Calendario 1920 | Calendario 1920 | Calendario 1920 | Calendario 1920 | Calendario 1920 | Calendario 1920 | Calendario 1920 | Calendario 1920 | Calendario 1920 | Calendario 1920 | Calendario 1920 | Calendario 1920 | Calendario 1920 | Calendario 1920 | Calendario 1920 | Calendario 1920 | Calendario 1920 | Calendario 1920 | Calendario 1920 | Calendario 1920 | Calendario 1920 | Calendario 1920 |
| --------------- | --------------- | --------------- | --------------- | --------------- | --------------- | --------------- | --------------- | --------------- | --------------- | --------------- | --------------- | --------------- | --------------- | --------------- | --------------- | --------------- | --------------- | --------------- | --------------- | --------------- | --------------- | --------------- | --------------- | --------------- | --------------- | --------------- | --------------- | --------------- | --------------- | --------------- | --------------- | --------------- |
|                 | 1               | 2               | 3               | 4               | 5               | 6               | 7               | 8               | 9               | 10              | 11              | 12              | 13              | 14              | 15              | 16              | 17              | 18              | 19              | 20              | 21              | 22              | 23              | 24              | 25              | 26              | 27              | 28              | 29              | 30              | 31              |                 |
| Gennaio         | Gi              | Ve              | Sa              | Do              | Lu              | Ma              | Me              | Gi              | Ve              | Sa              | Do              | Lu              | Ma              | Me              | Gi              | Ve              | Sa              | Do              | Lu              | Ma              | Me              | Gi              | Ve              | Sa              | Do              | Lu              | Ma              | Me              | Gi              | Ve              | Sa              |                 |
| Febbraio        | Do              | Lu              | Ma              | Me              | Gi              | Ve              | Sa              | Do              | Lu              | Ma              | Me              | Gi              | Ve              | Sa              | Do              | Lu              | Ma              | Me              | Gi              | Ve              | Sa              | Do              | Lu              | Ma              | Me              | Gi              | Ve              | Sa              | Do              |                 |                 |                 |
| Marzo           | Lu              | Ma              | Me              | Gi              | Ve              | Sa              | Do              | Lu              | Ma              | Me              | Gi              | Ve              | Sa              | Do              | Lu              | Ma              | Me              | Gi              | Ve              | Sa              | Do              | Lu              | Ma              | Me              | Gi              | Ve              | Sa              | Do              | Lu              | Ma              | Me              |                 |
| Aprile          | Gi              | Ve              | Sa              | Do              | Lu              | Ma              | Me              | Gi              | Ve              | Sa              | Do              | Lu              | Ma              | Me              | Gi              | Ve              | Sa              | Do              | Lu              | Ma              | Me              | Gi              | Ve              | Sa              | Do              | Lu              | Ma              | Me              | Gi              | Ve              |                 |                 |
| Maggio          | Sa              | Do              | Lu              | Ma              | Me              | Gi              | Ve              | Sa              | Do              | Lu              | Ma              | Me              | Gi              | Ve              | Sa              | Do              | Lu              | Ma              | Me              | Gi              | Ve              | Sa              | Do              | Lu              | Ma              | Me              | Gi              | Ve              | Sa              | Do              | Lu              |                 |
| Giugno          | Ma              | Me              | Gi              | Ve              | Sa              | Do              | Lu              | Ma              | Me              | Gi              | Ve              | Sa              | Do              | Lu              | Ma              | Me              | Gi              | Ve              | Sa              | Do              | Lu              | Ma              | Me              | Gi              | Ve              | Sa              | Do              | Lu              | Ma              | Me              |                 |                 |
| Luglio          | Gi              | Ve              | Sa              | Do              | Lu              | Ma              | Me              | Gi              | Ve              | Sa              | Do              | Lu              | Ma              | Me              | Gi              | Ve              | Sa              | Do              | Lu              | Ma              | Me              | Gi              | Ve              | Sa              | Do              | Lu              | Ma              | Me              | Gi              | Ve              | Sa              |                 |
| Agosto          | Do              | Lu              | Ma              | Me              | Gi              | Ve              | Sa              | Do              | Lu              | Ma              | Me              | Gi              | Ve              | Sa              | Do              | Lu              | Ma              | Me              | Gi              | Ve              | Sa              | Do              | Lu              | Ma              | Me              | Gi              | Ve              | Sa              | Do              | Lu              | Ma              |                 |
| Settembre       | Me              | Gi              | Ve              | Sa              | Do              | Lu              | Ma              | Me              | Gi              | Ve              | Sa              | Do              | Lu              | Ma              | Me              | Gi              | Ve              | Sa              | Do              | Lu              | Ma              | Me              | Gi              | Ve              | Sa              | Do              | Lu              | Ma              | Me              | Gi              |                 |                 |
| Ottobre         | Ve              | Sa              | Do              | Lu              | Ma              | Me              | Gi              | Ve              | Sa              | Do              | Lu              | Ma              | Me              | Gi              | Ve              | Sa              | Do              | Lu              | Ma              | Me              | Gi              | Ve              | Sa              | Do              | Lu              | Ma              | Me              | Gi              | Ve              | Sa              | Do              |                 |
| Novembre        | Lu              | Ma              | Me              | Gi              | Ve              | Sa              | Do              | Lu              | Ma              | Me              | Gi              | Ve              | Sa              | Do              | Lu              | Ma              | Me              | Gi              | Ve              | Sa              | Do              | Lu              | Ma              | Me              | Gi              | Ve              | Sa              | Do              | Lu              | Ma              |                 |                 |
| Dicembre        | Me              | Gi              | Ve              | Sa              | Do              | Lu              | Ma              | Me              | Gi              | Ve              | Sa              | Do              | Lu              | Ma              | Me              | Gi              | Ve              | Sa              | Do              | Lu              | Ma              | Me              | Gi              | Ve              | Sa              | Do              | Lu              | Ma              | Me              | Gi              | Ve              |                 |

## Premi Nobel
In quest'anno sono stati conferiti i seguenti Premi Nobel:
- per la Pace: Leon Victor Auguste Bourgeois
- per la Letteratura: Knut Pedersen Hamsun
- per la Medicina: Schack August Steenberger Krogh
- per la Fisica: Charles Edouard Guillaume
- per la Chimica: Walther Hermann Nernst